# Chora-Kirche

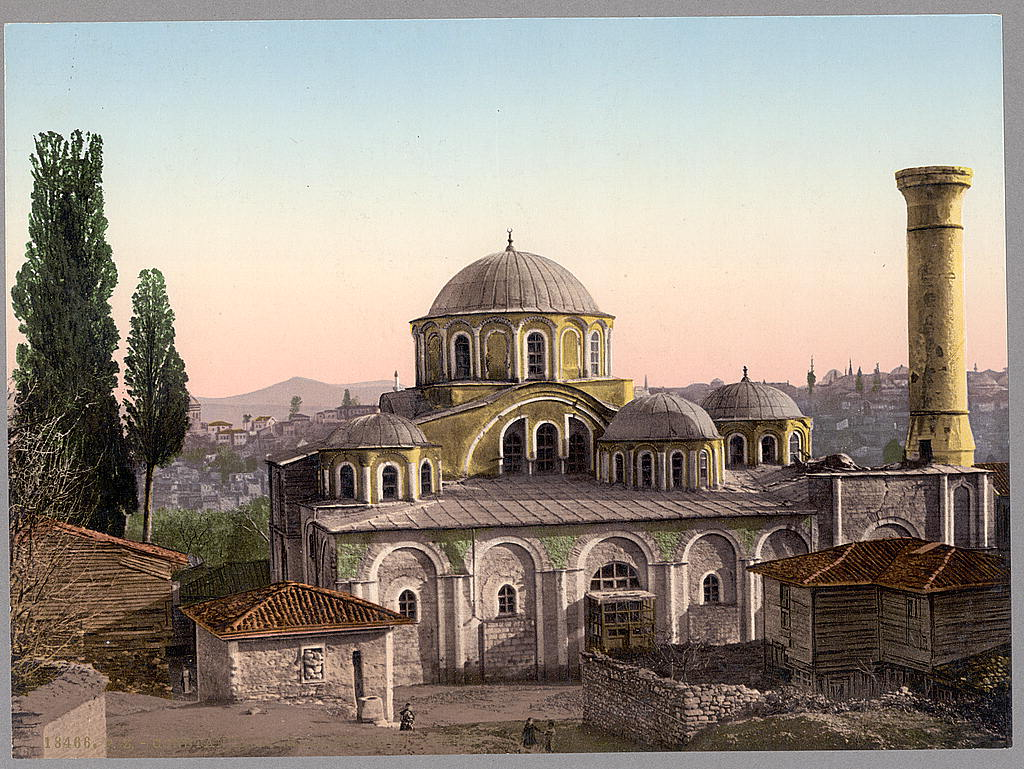
Photographie der Chora-Kirche, um 1900

Die ehemalige byzantinische Chora-Kirche (griechisch Ἐκκλησία του Ἅγιου Σωτῆρος ἐν τῃ Χώρᾳ, Μουσείο Χώρας), auch Sankt Salvator in Chora (auf dem Lande) genannt, von den Osmanen zur Kariye-Moschee (türkisch Kariye Camii) umgewidmet, ist ein im Istanbuler Stadtteil Fatih gelegener Sakralbau. Die Mosaiken und Fresken im Stil der Palaiologischen Renaissance zählen zu den bedeutendsten und aufwendigsten Sakralzyklen weltweit. Der Sakralbau war von seiner Errichtung Ende des 11. Jahrhunderts bis ins frühe 16. Jahrhundert eine orthodoxe Kirche. Sie wurde ab 1511 als Moschee genutzt. Nach einer umfangreichen Restaurierung 1948 wurde die Moschee in das „Kariye-Museum“ (türkisch Kariye Müzesi) umgewandelt. Am 21. August 2020 wurde es per Präsidialdekret wieder zur Moschee. Danach wurde die gut erhaltene Moschee erneut vier Jahre lang umfangreich restauriert. Am 6. Mai 2024 wurde sie offiziell als Gebetshaus für die Muslime wiedereröffnet. Im Zuge der Umwandlung in eine Moschee wurden die Fresken in den beiden Gebetsräumen für Männer und Frauen mit Tüchern verhängt, die anderen sind weiterhin sichtbar.

## Geschichte

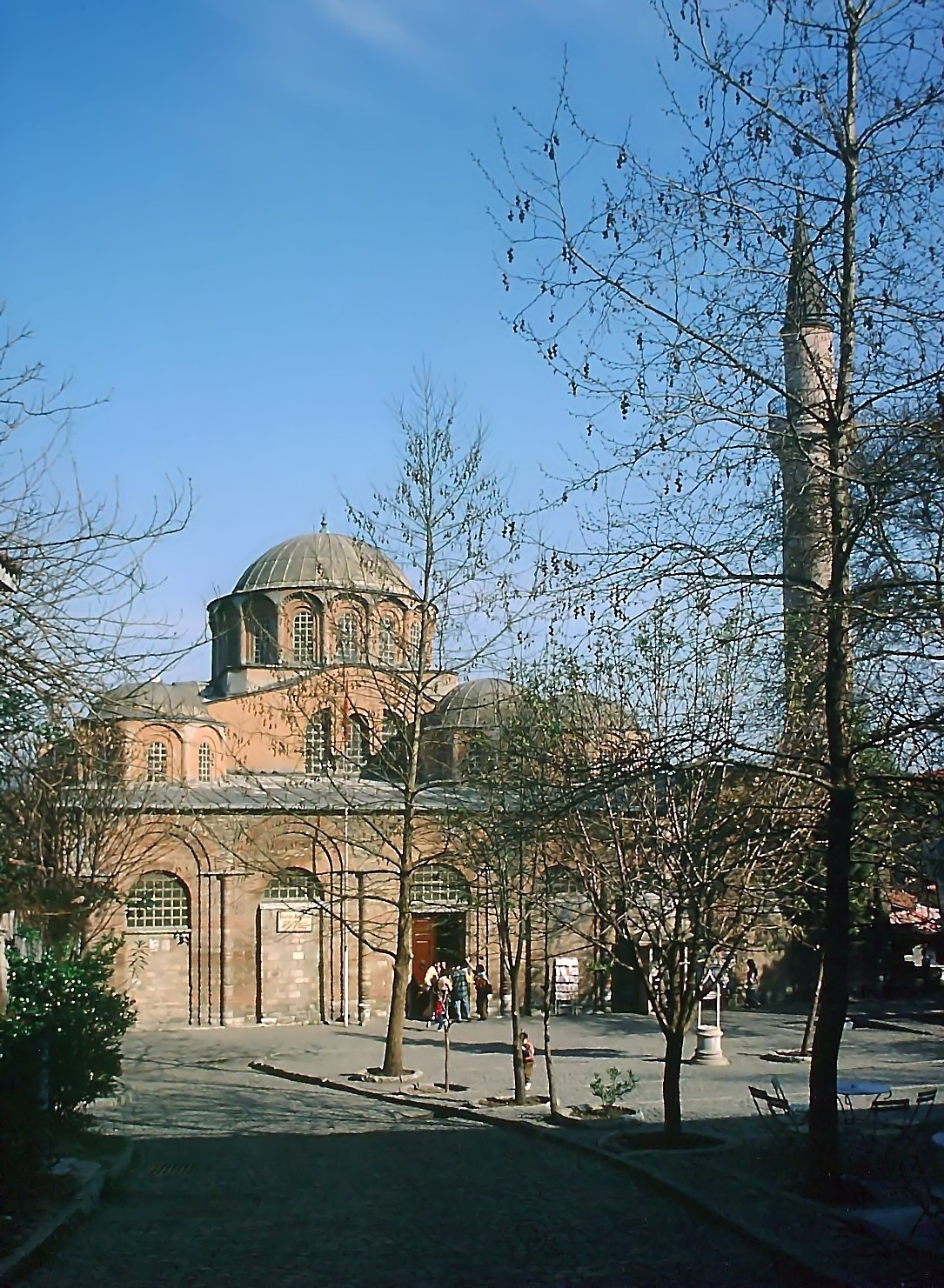
Die Chora-Kirche 2004

Schon im 5. Jahrhundert stand außerhalb der Mauern, die Konstantin der Große im 4. Jahrhundert um seine neue Hauptstadt errichtet hatte, eine Kirche, die Chora hieß, was „Land, Umland“ bedeutet. Als Theodosius II. die Verteidigungsmauer, die so genannte Theodosianische Landmauer, weiter nach Westen verlegte, blieb der Name bestehen, obwohl der Gebäudekomplex nun in das eigentliche Stadtgebiet einbezogen wurde. Die Bezeichnung hat auch symbolische Bedeutung gewonnen, seit Inschriften in der Kirche Christus als „Land der Lebenden“ und Maria als „Land des Unendlichen“ bezeichnen.
1077 bis 1081 stiftete Marija von Bulgarien, die Schwiegermutter Kaiser Alexios I., die Kirche, bei der es sich wahrscheinlich um eine Vier-Säulen-Kirche, eine damals sehr beliebte Bauform, handelte. Nach einem partiellen Einsturz im frühen 12. Jahrhundert wurde die Kirche vom Enkel der Gründerin, Isaak Komnenos, dem dritten Sohn Alexios I. grundlegend erneuert und aufwendig umgestaltet. Doch erst in der dritten Bauphase zwei Jahrhunderte später entstand die Chora-Kirche, wie wir sie heute kennen. Theodoros Metochites, der Kanzler und erste Schatzmeister unter Andronikos II. Palaiologos, ließ zwischen circa 1310 und 1317 die im Verfall begriffene Kirche von Grund auf restaurieren und mit umfangreichen Bilderzyklen ausschmücken. Die Mosaiken sind das bedeutendste Beispiel für die Renaissance der Palaiologen.
Etwa ein halbes Jahrhundert nach der Eroberung Konstantinopels durch die Osmanen wurde die Chora-Kirche, die bis dahin dem christlichen Ritus gedient hatte, von Atık Ali Paşa, dem Großwesir Bāyezīds II., in eine Moschee umgewandelt und in Kariye Camii umbenannt. Die Mosaiken kamen wegen des Bilderverbots im Islam unter Putz oder wurden übertüncht. Andere brachen bei den häufigen Erdbeben von den Wänden.
Seit 1948 organisierten Thomas Whittemore und Paul A. Underwood ein zunächst vom Byzantine Institute of America und später dem Dumbarton Oaks Center für byzantinische Studien gesponsertes Restaurierungsprogramm. Rund um die Kariye-Moschee hat der türkische Automobilklub TTOK einen ganzen Komplex von Holzhäusern aus osmanischer Zeit renoviert.
Nachdem das Oberste Gericht der Türkei im November 2019 dem Antrag zur erneuten Umwandlung in eine Moschee stattgab, folgte auf ein im August 2020 erlassenes Dekret von Recep Tayyip Erdoğan die Nutzung als islamisches Gotteshaus.
Im Februar 2024 plant die Türkei, die Chora-Kirche nach der Hagia Sophia auch in eine Moschee umzuwandeln. Die Entscheidung von Präsident Recep Tayyip Erdoğan stößt auf internationale Kritik. Die Chora-Kirche, ein Symbol der griechisch-orthodoxen Geschichte, wurde 2020 für diesen Zweck ausgewählt. Trotz Bedenken wird die Umwandlung vorangetrieben.

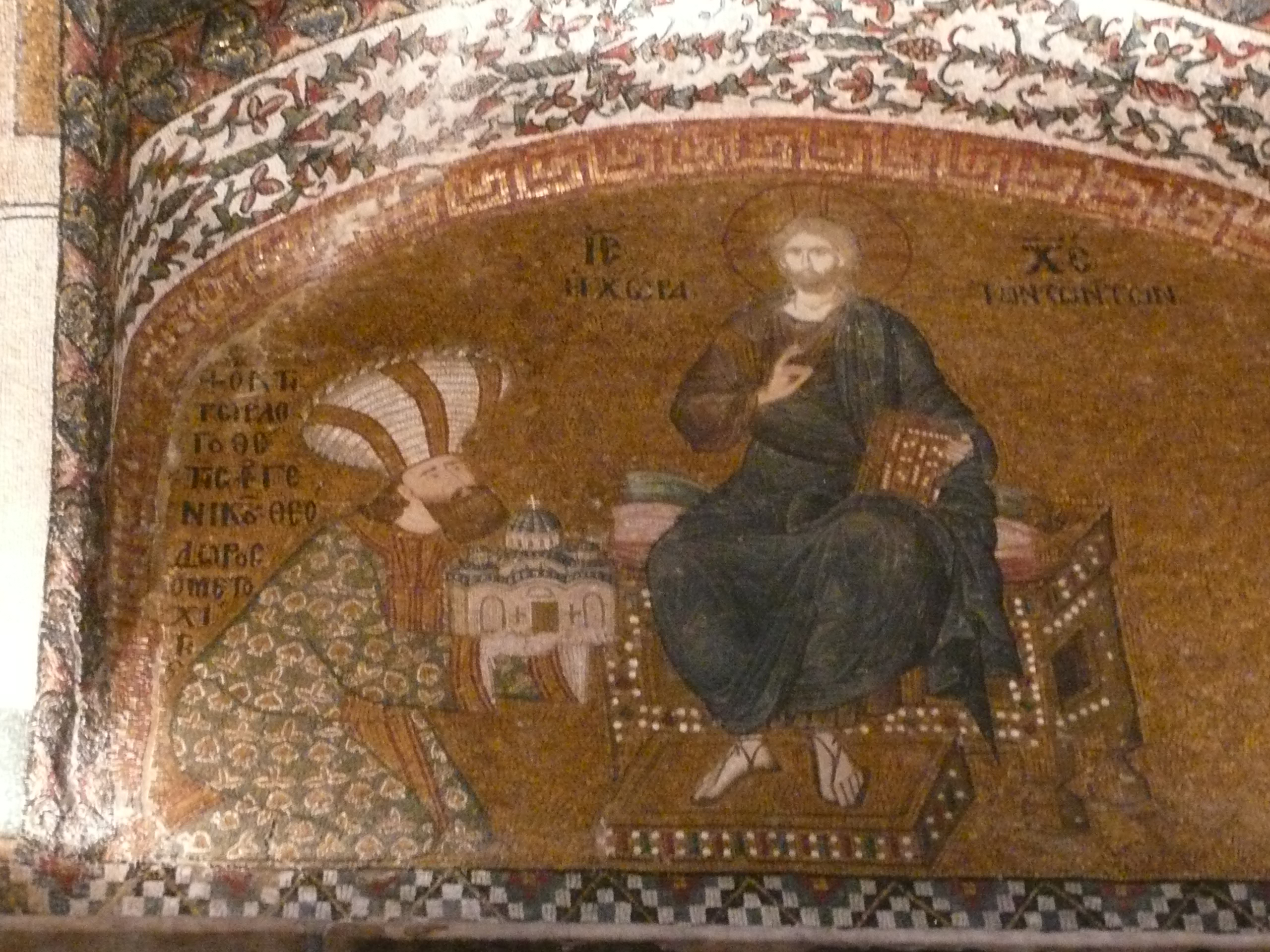
Theodoros Metochites präsentiert dem thronenden Christus ein Modell der Kirche
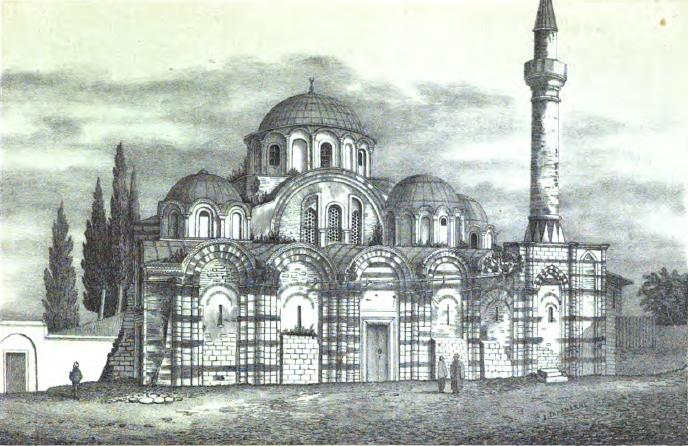
Zeichnung der Chora-Kirche, 1877
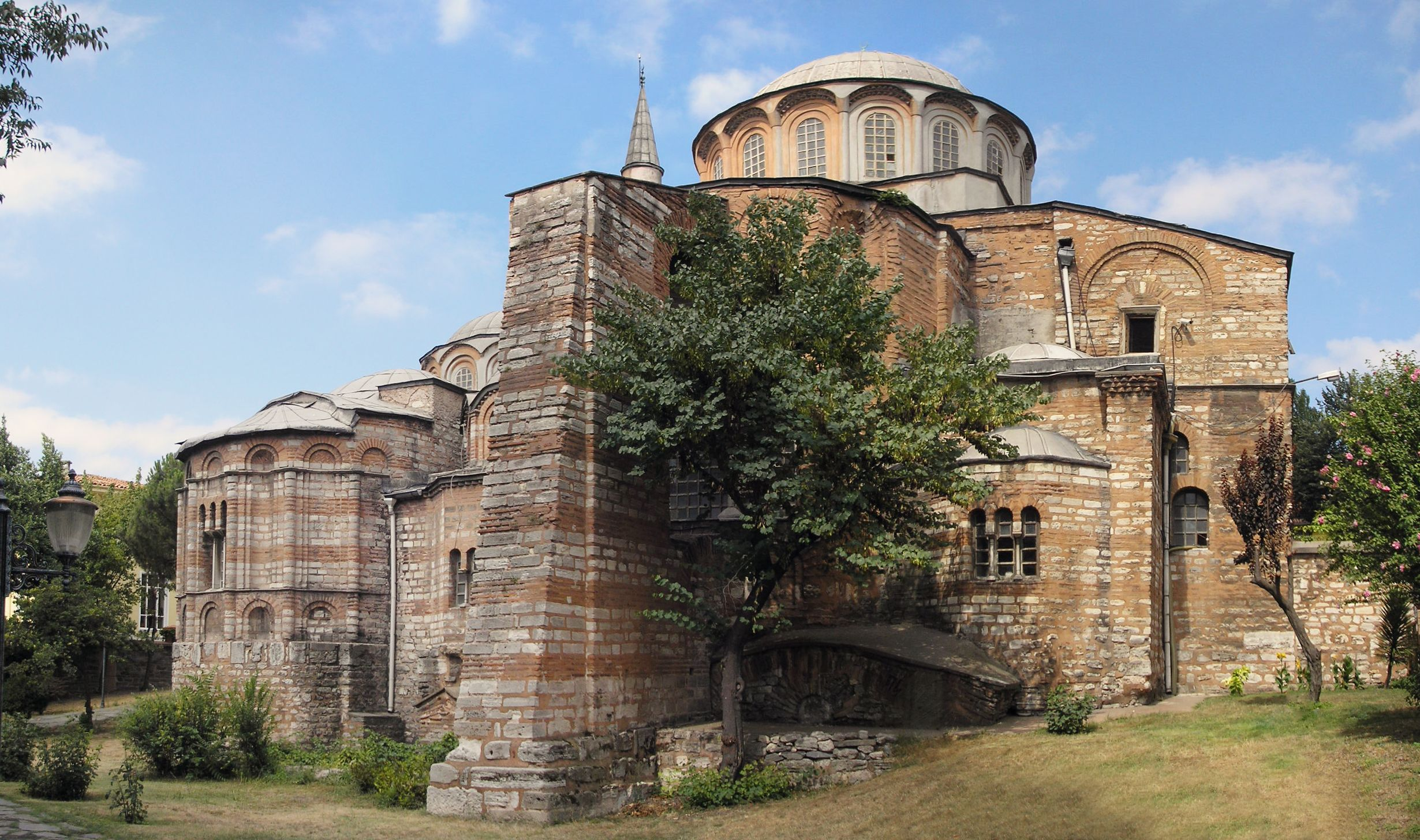
Ostansicht der Kirche
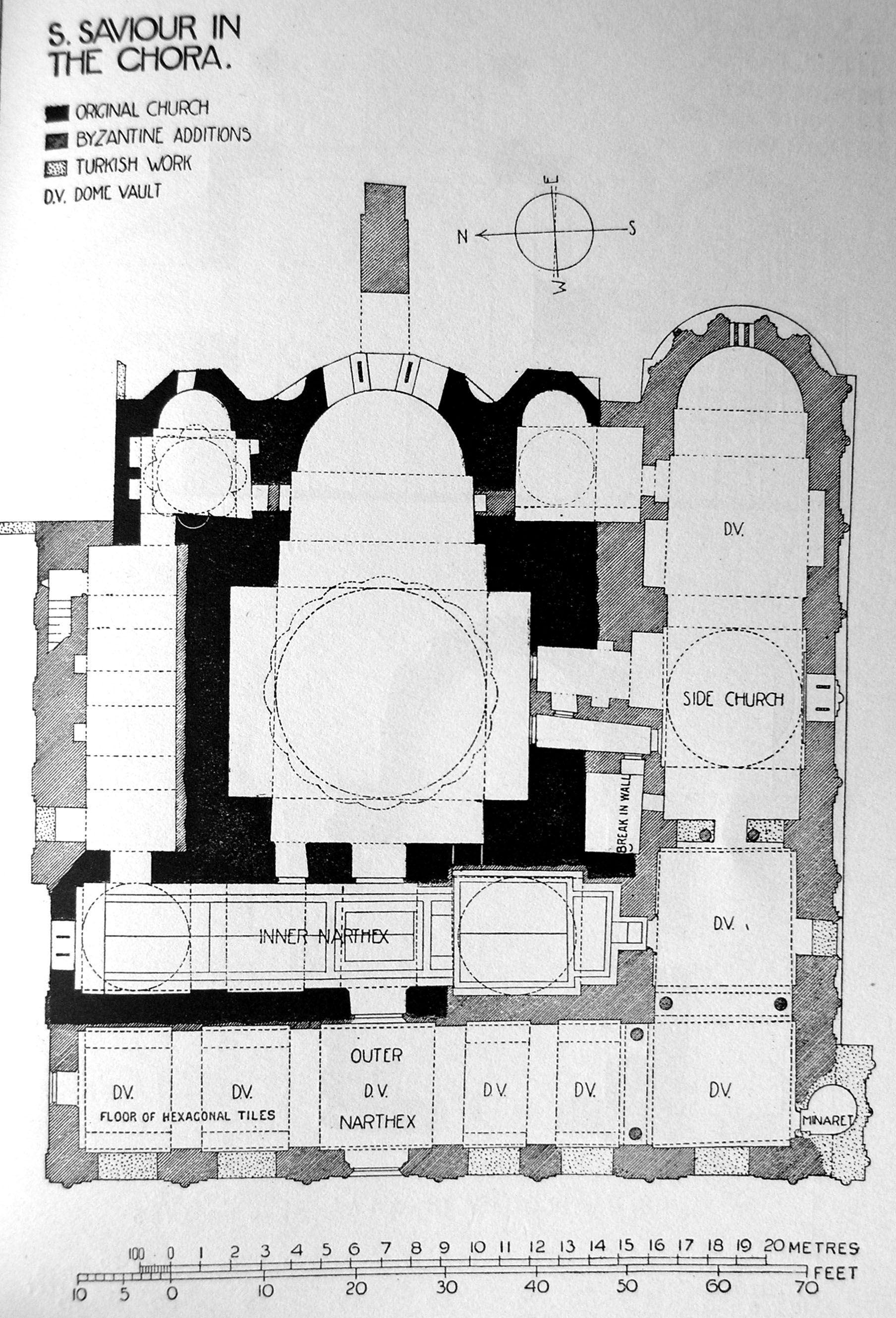
Grundriss der Kirche
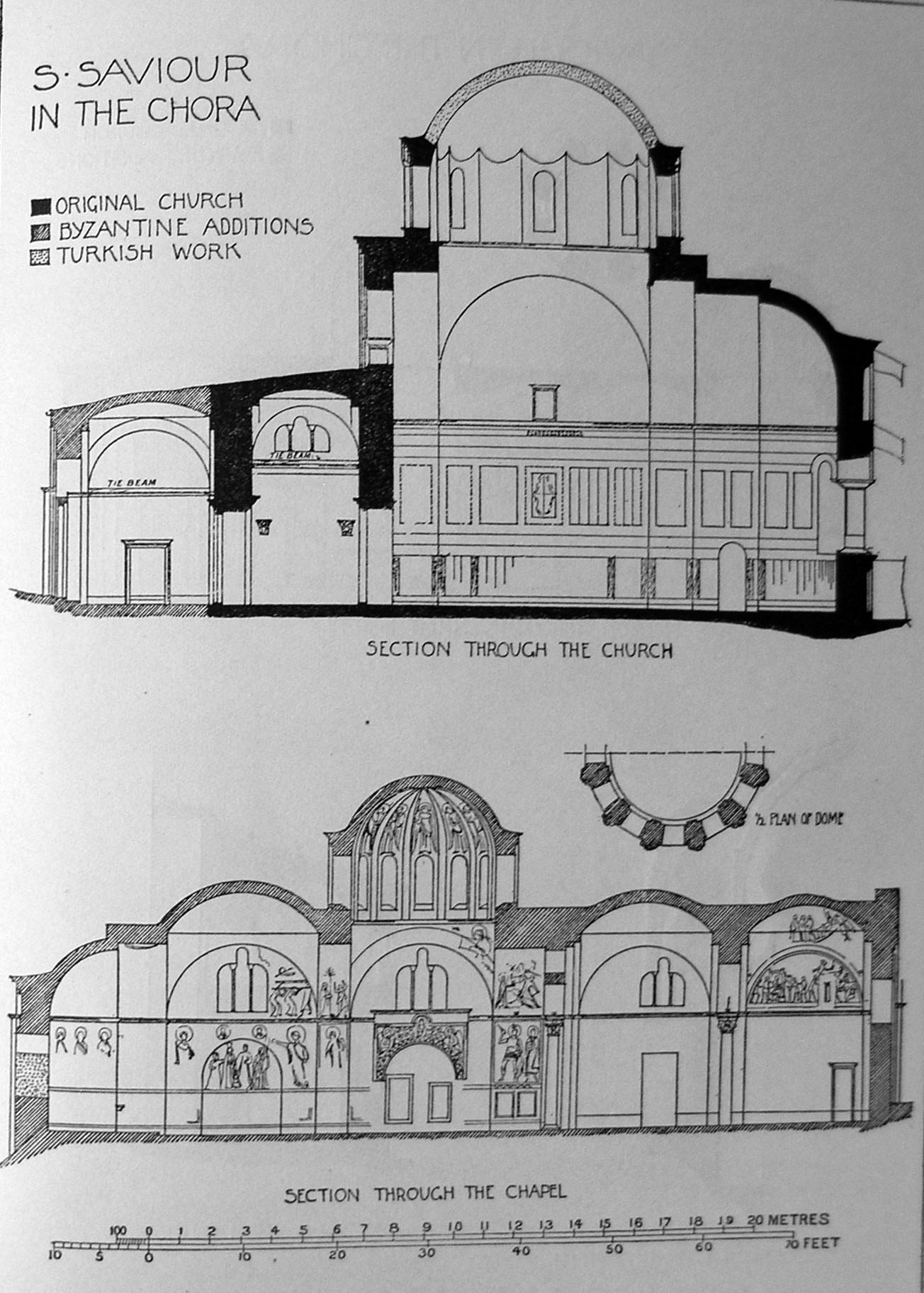
Querschnitte der Kirche

## Aufbau
Der Kirche sind ein Eso- und ein Exonarthex vorgelagert, auf der südlichen Seite befindet sich eine Seitenkapelle (Parekklesion), auf der linken eine zweistöckige Galerie. Über dem Mittelraum ruht eine Kuppel, die in ihrer heutigen Form von den Osmanen erneuert wurde.

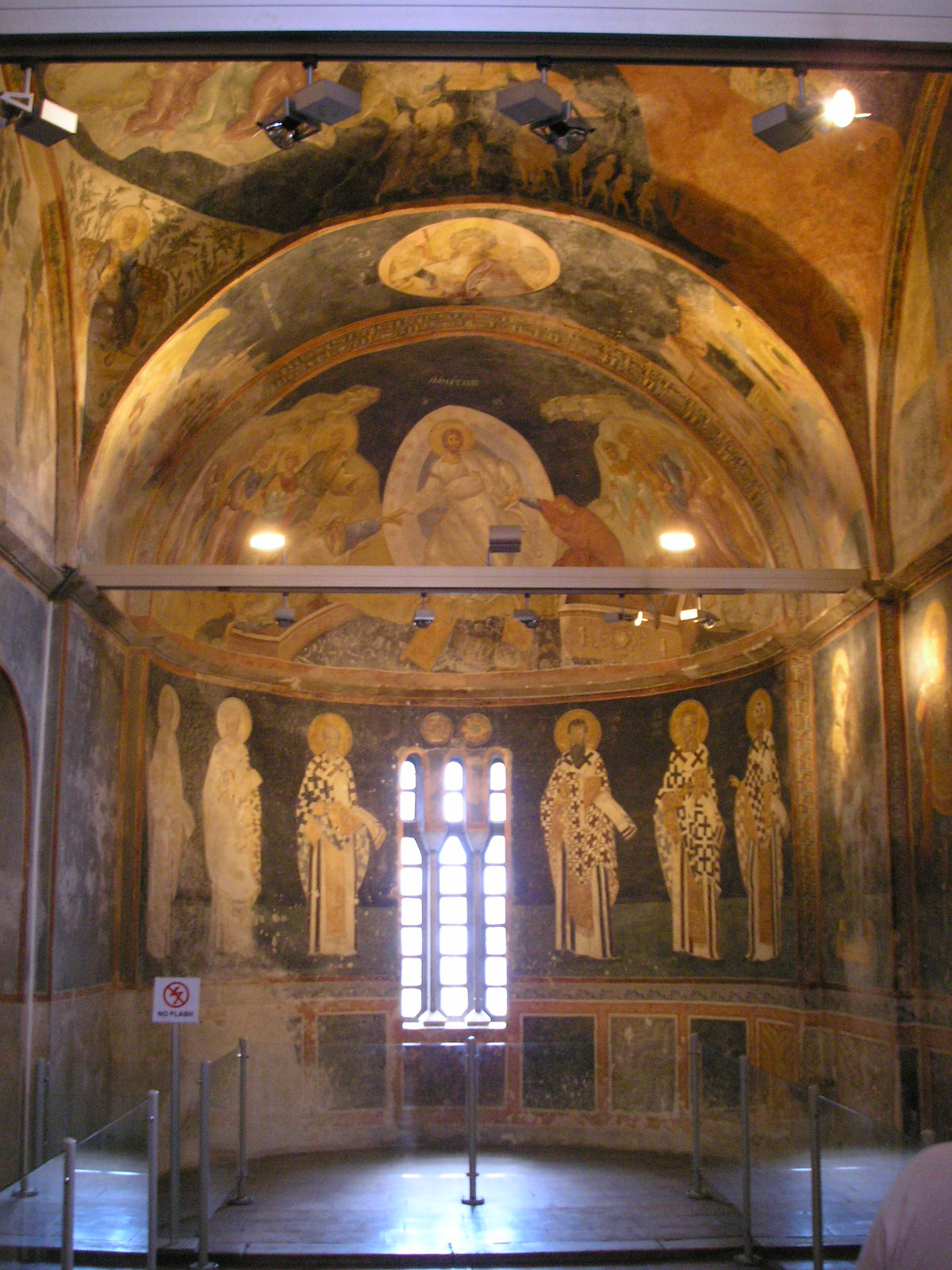
Das Parekklesion

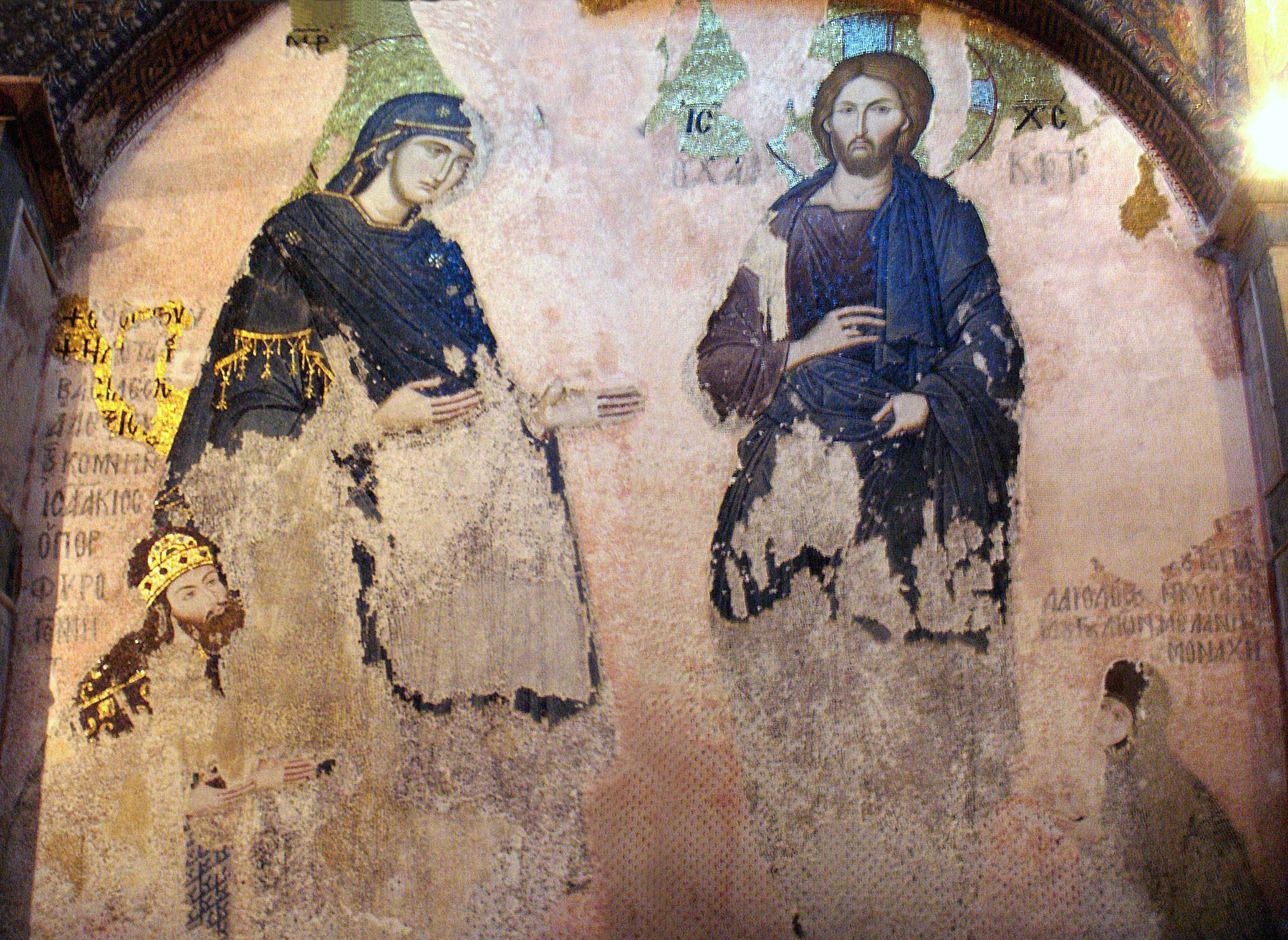
Deesis-Mosaik

## Ausschmückung
Die Mosaiken und Fresken sind sowohl qualitativ als auch ihrer Anzahl nach die bedeutendsten erhaltenen byzantinischen Bildwerke. Bei Unterschieden im Detail weisen sie durch ihre Lebendigkeit und ihren Realismus auf italienische Fresken der frühen Renaissance voraus. Mit der traditionell streng stilisierten byzantinischen Kunst haben sie nur mehr wenig gemein. Die sich anmutig bewegenden Personen verleihen den Darstellungen unvergleichliche Leichtigkeit und Eleganz, die zusätzlich durch die frische Farbgebung unterstrichen wird. Auch die weit gespannte Vielfalt biblischer Themen gibt einen Eindruck von der Schaffenskraft byzantinischer Meister. Bezeichnend sind die Erzählfreude und der Detailreichtum der Mosaiken. Ihre Leitmotive sind die Menschwerdung Gottes (die Inkarnation) und die damit verbundene Erlösung der Menschen. Das zweite Kommen Christi als zentrales Motiv der Fresken der Grabkapelle rundet dieses Konzept ab.

### Die Mosaiken

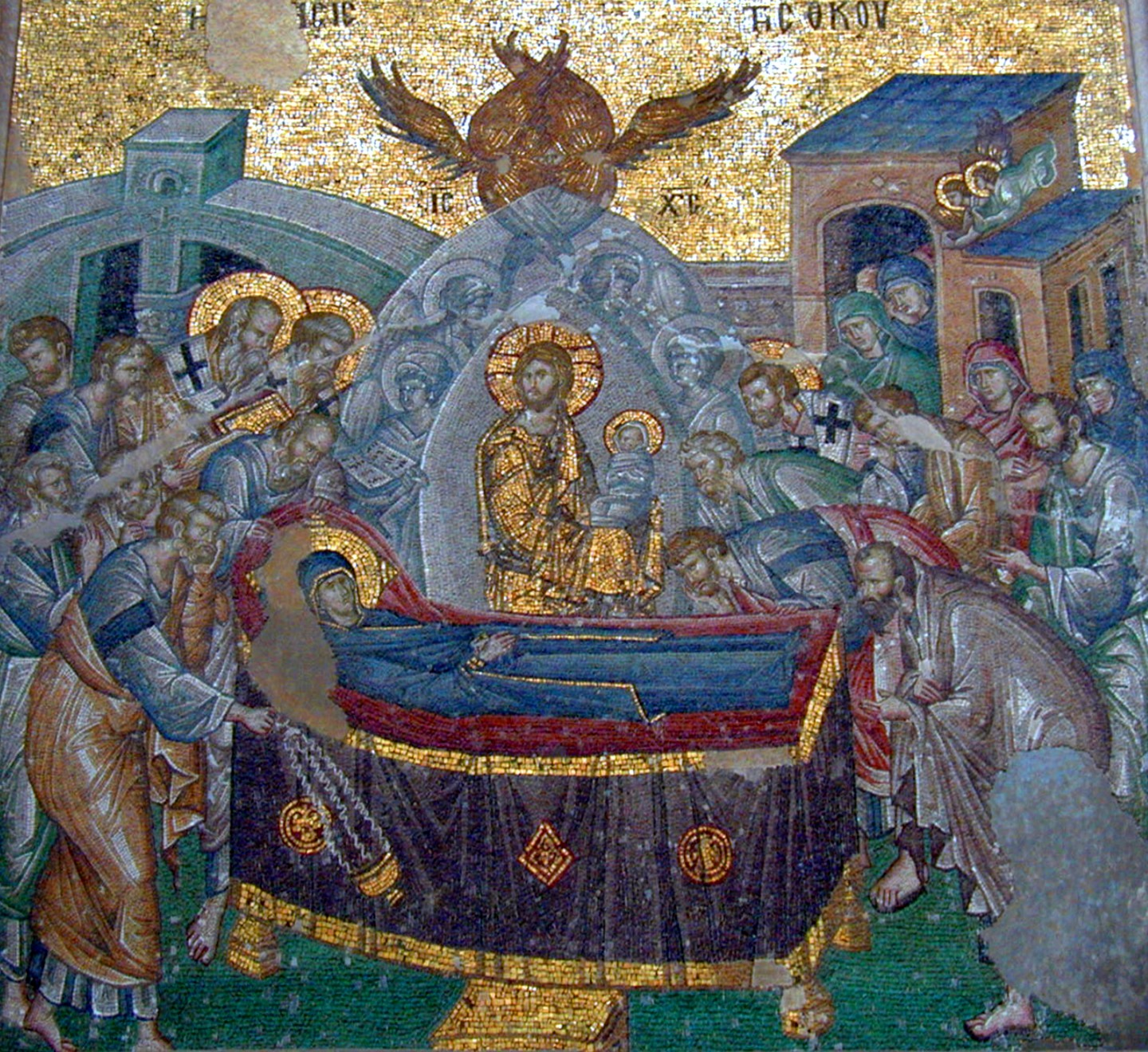
Mosaik der Koimesis, Grablegung Mariae

Die Mosaiken in der Kirche folgen einer strengen ikonografischen Ordnung. Beim Eintritt in die Chora-Kirche fällt der Blick auf die Darstellung von Christus Pantokrator über dem Portal zum inneren Narthex. Dahinter gegenüberliegend über dem Haupteingang erscheint die Muttergottes: Die Neugründung war somit Christus und Maria geweiht. Nach Durchschreiten des äußeren Narthex stößt man auf das Stiftermosaik, das Theodoros Metochites kniend darstellt, wie er Christus ein Modell seiner Kirche darbringt. Zwei Mosaikikonen Petrus und Paulus flankieren den Durchgang. Die Südkuppel davor zeigt Christus Pantokrator und die Genealogie Christi, die Nordkuppel Maria und ihre Vorfahren. Im unter der Kuppel anschließenden Gewölbe beginnt der Zyklus aus ursprünglich 20 Szenen mit Darstellungen aus der Legende des im Mittelalter sehr beliebten Marienlebens. Der Bildzyklus im äußeren Narthex beginnt mit der Kindheit Jesu und setzt sich mit den Darstellungen des öffentlichen Wirkens Christi in den inneren Narthex hinein fort. Heiligenporträts und das Mosaik der sterbenden Jungfrau im Kirchenschiff runden das Gesamtbild ab.

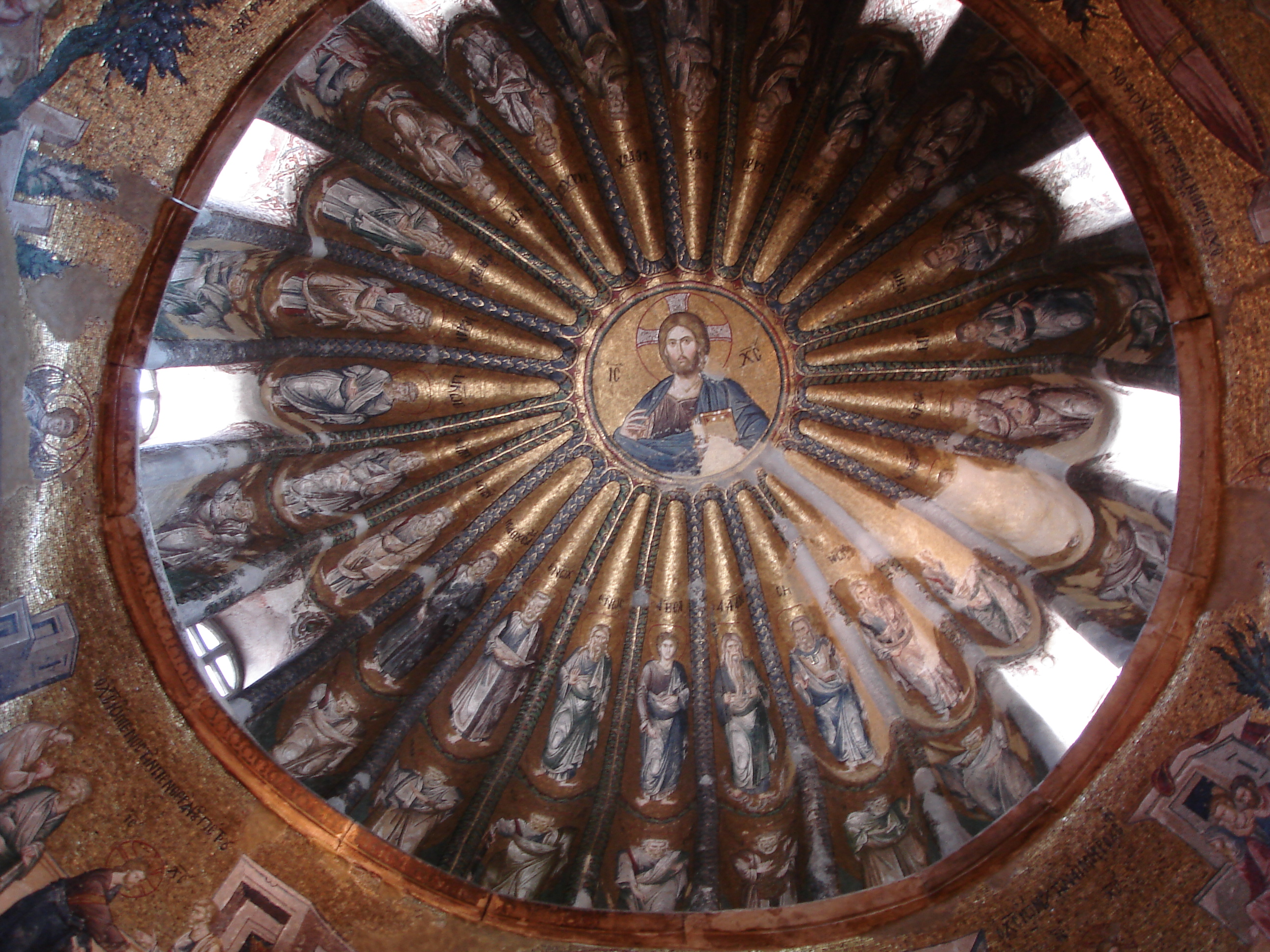
Genealogie Jesu und Christus Pantokrator, Mosaik in der Südkuppel im Esonarthex
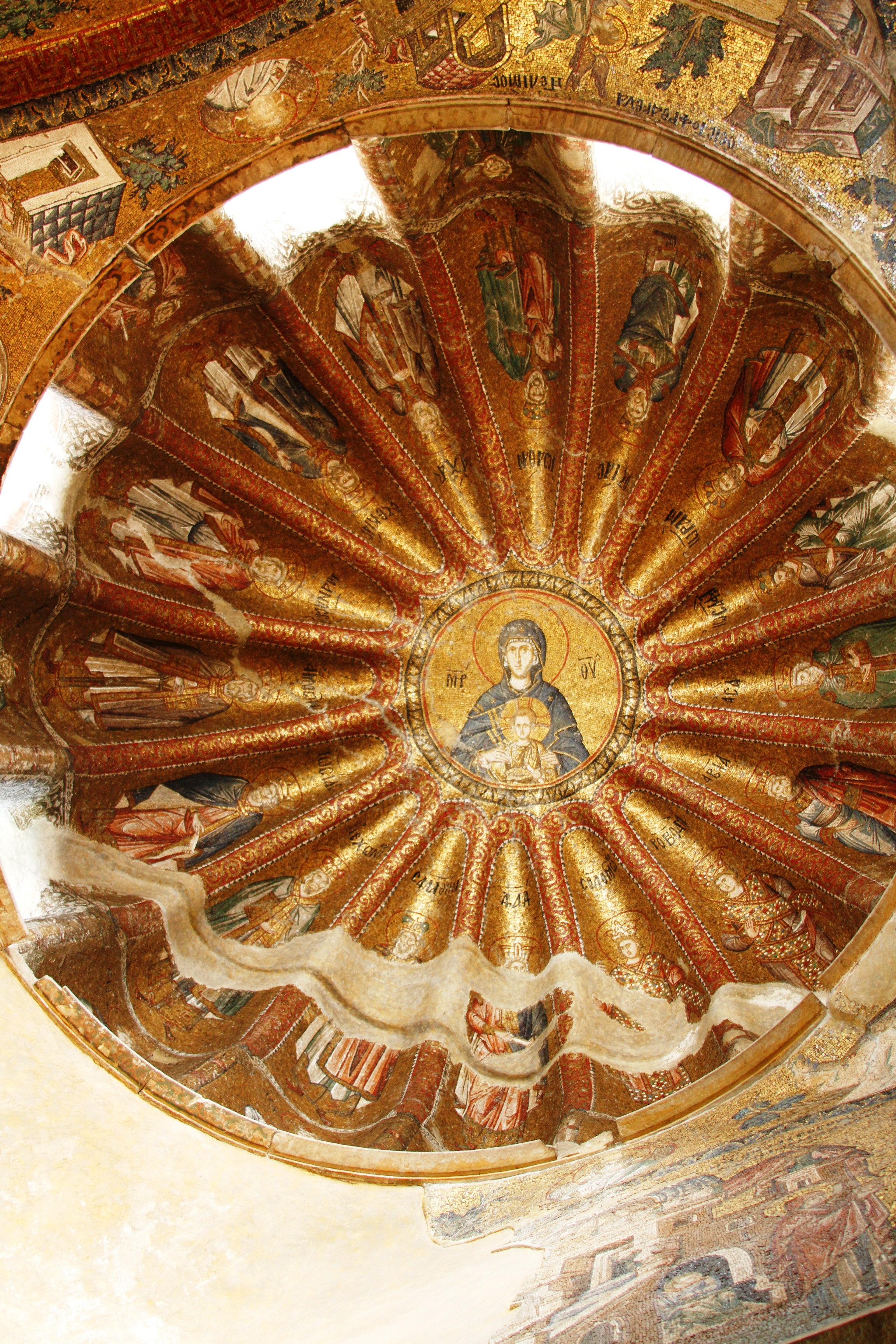
Genealogie Mariae, im Zentrum die Jungfrau mit Kind, Mosaik in der Nordkuppel im Esonarthex
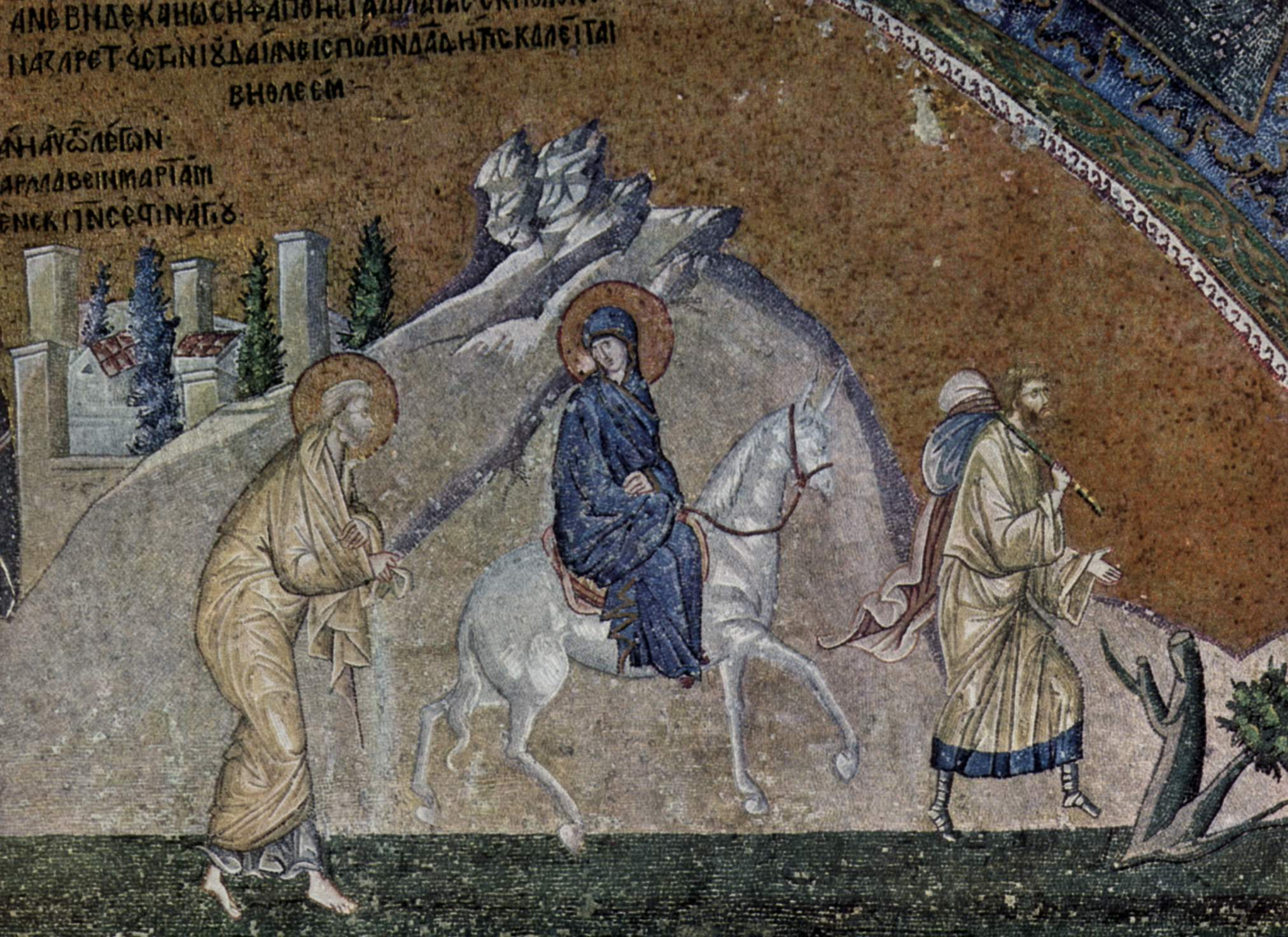
Mosaik mit Darstellung der Reise nach Bethlehem
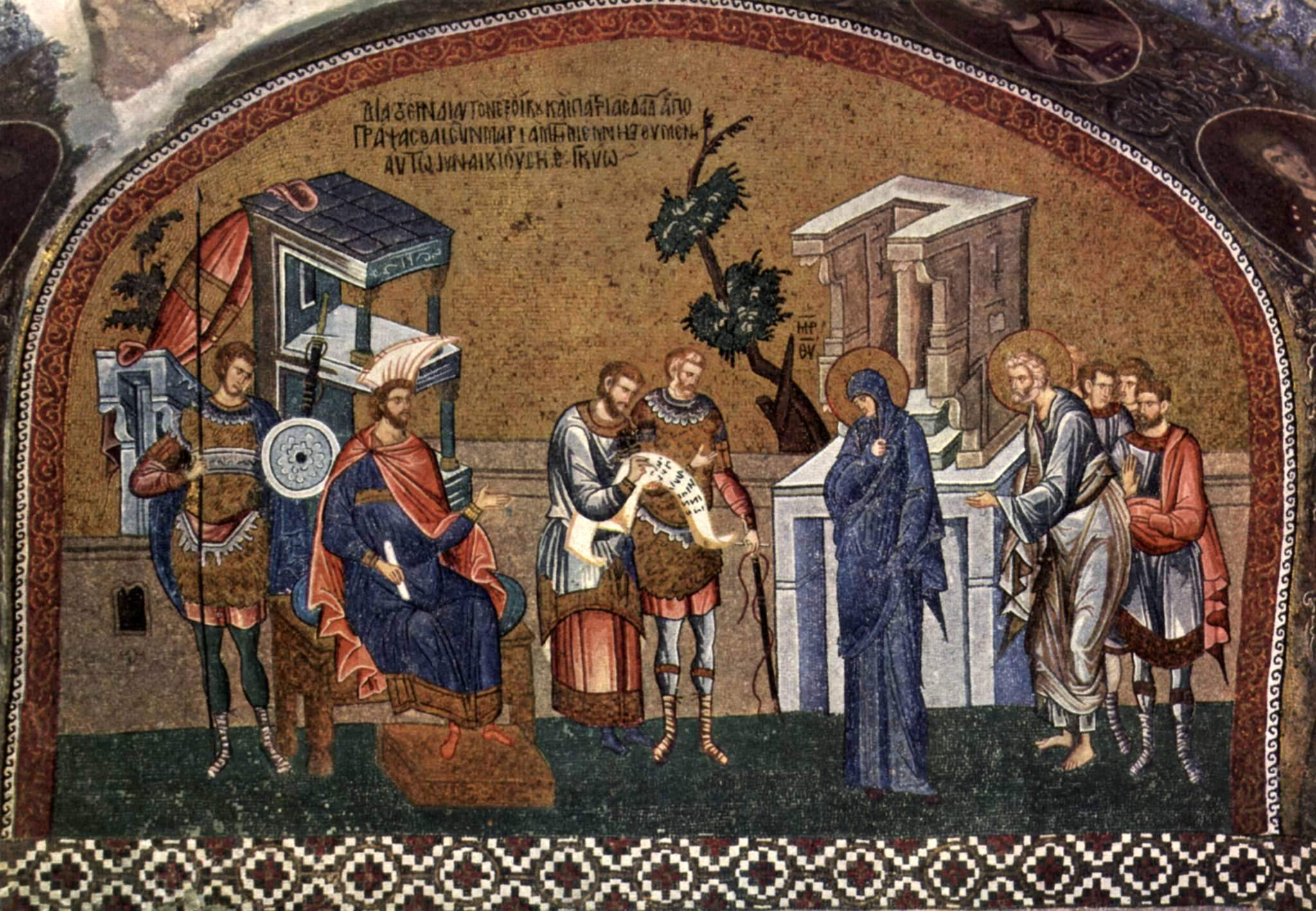
Volkszählung zur Eintreibung der Steuern vor Kyrenios (Quirinius)
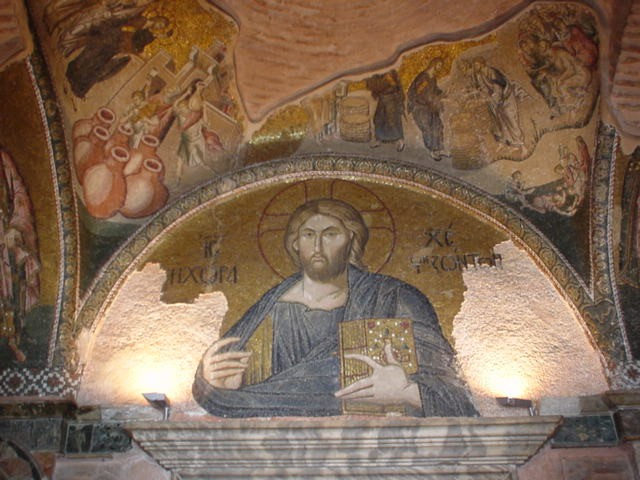
Christus als „Land der Lebenden“, Mosaik über dem Durchgang zum Esonarthex
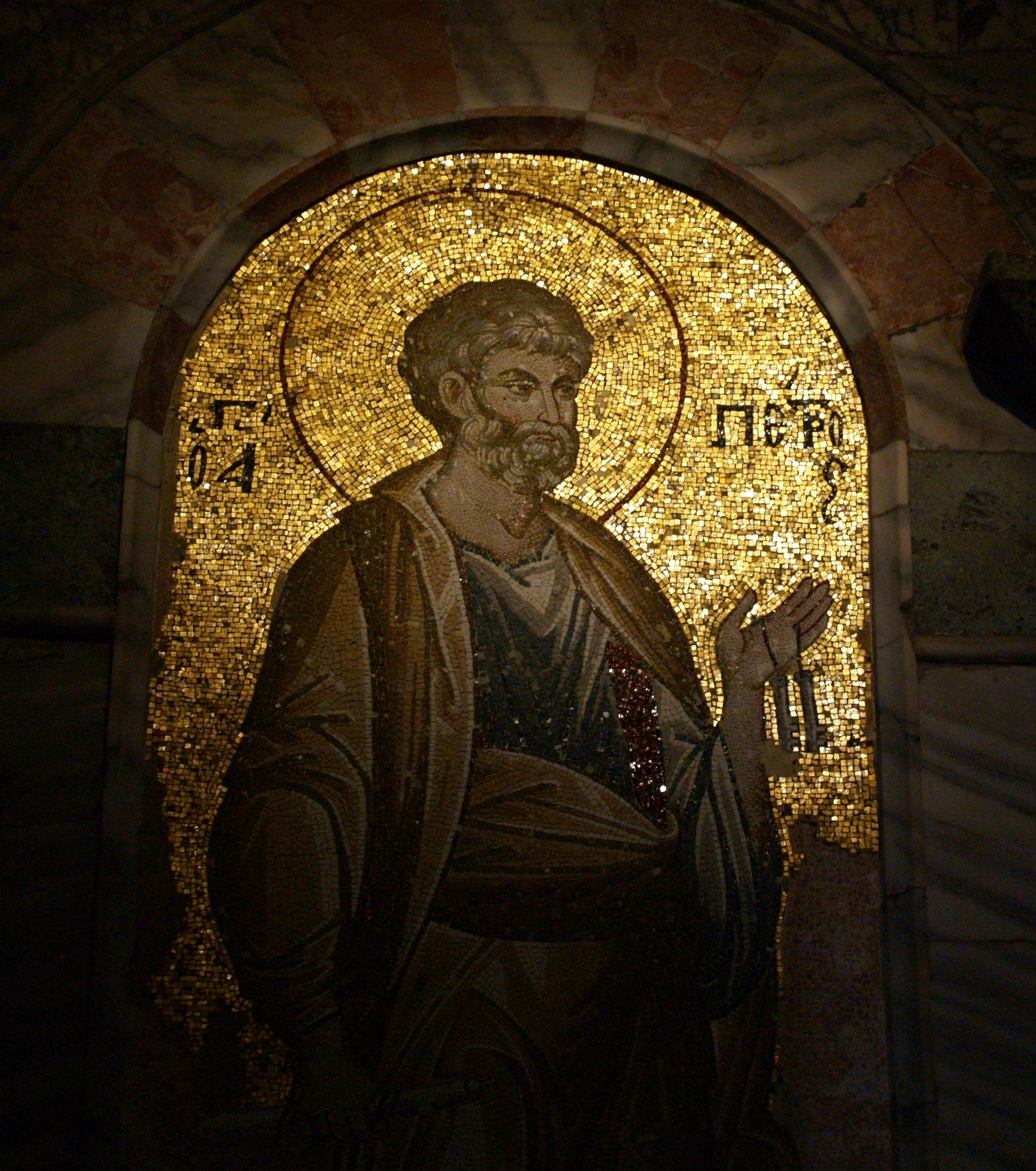
Petrus-Mosaik

### Die Fresken

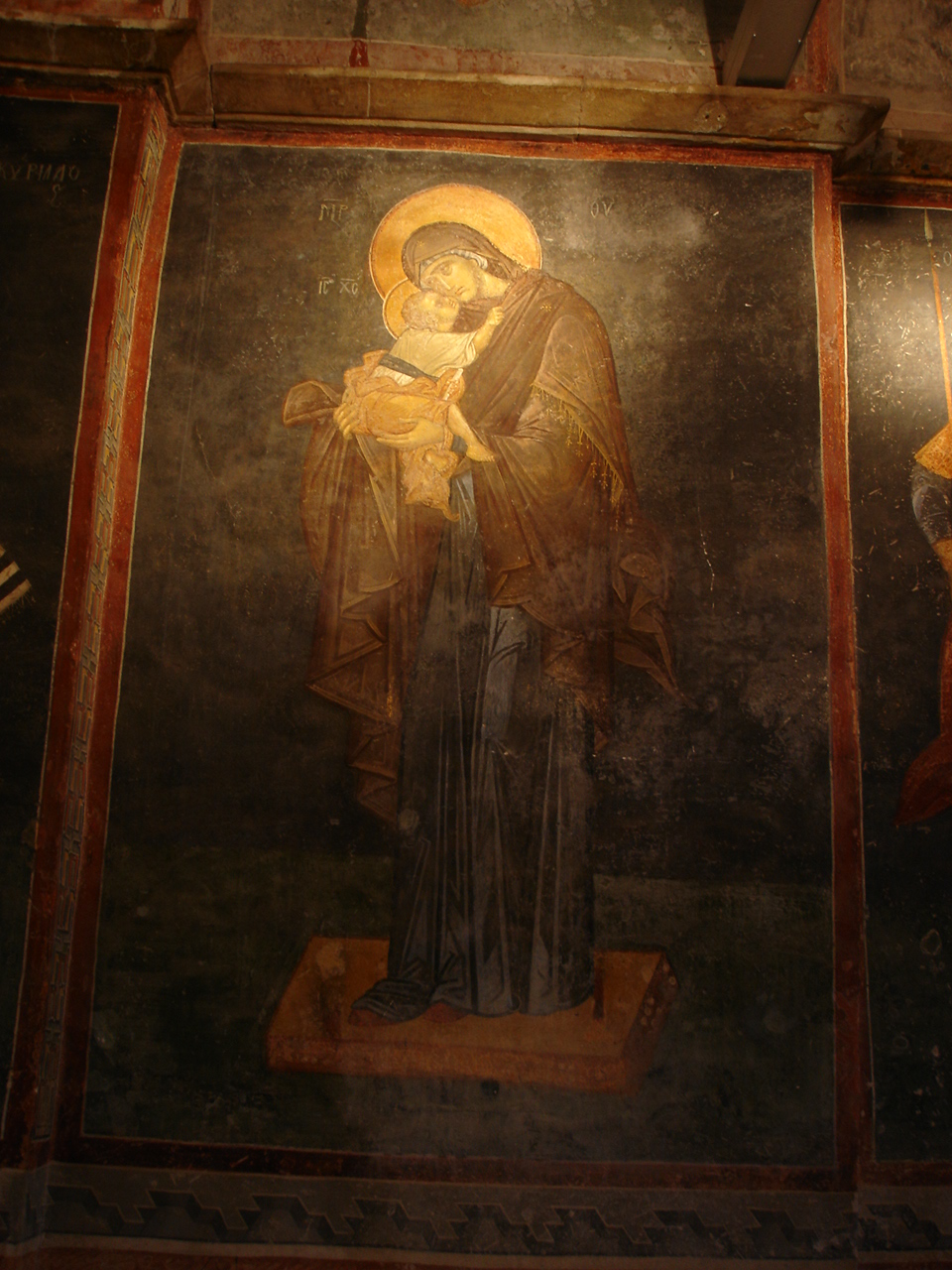
Fresko der Jungfrau mit Kind

Die Fresken in der südlichen Seitenkapelle (Parekklesion) waren der letzte Auftrag des Kanzlers Theodoros Metochites und datieren wohl aus den Jahren 1320 und 1321. Das Bildprogramm ist typisch für Darstellungen in einer Grabkapelle: Es sind Themen der Wiederauferstehung und das Jüngste Gericht. Die Gemälde oberhalb des Simses stellen Christus als Weltenrichter, Himmel und Hölle sowie Maria als Mittlerin zwischen Himmel und Erde dar. In der Konche der Apsis ist die Auferstehung Jesu Christi (griech. Anastasis) zu sehen. Im Zentrum steht Christus, der gerade die Felsen und Tore der Hölle gesprengt hat, der gefesselte Satan liegt zu seinen Füßen. Mit der rechten Hand zieht er Adam aus dem Grab, mit der linken befreit er Eva. Hinter Adam stehen Johannes der Täufer, David und Salomon, in Evas Grab Abel und eine Gruppe von Gerechten. Die vier Gräber in der Kapelle liegen in tiefen Nischen. Ursprünglich standen dort Sarkophage. Darüber sind noch Spuren der einstigen Mosaiken und Fresken zu sehen.

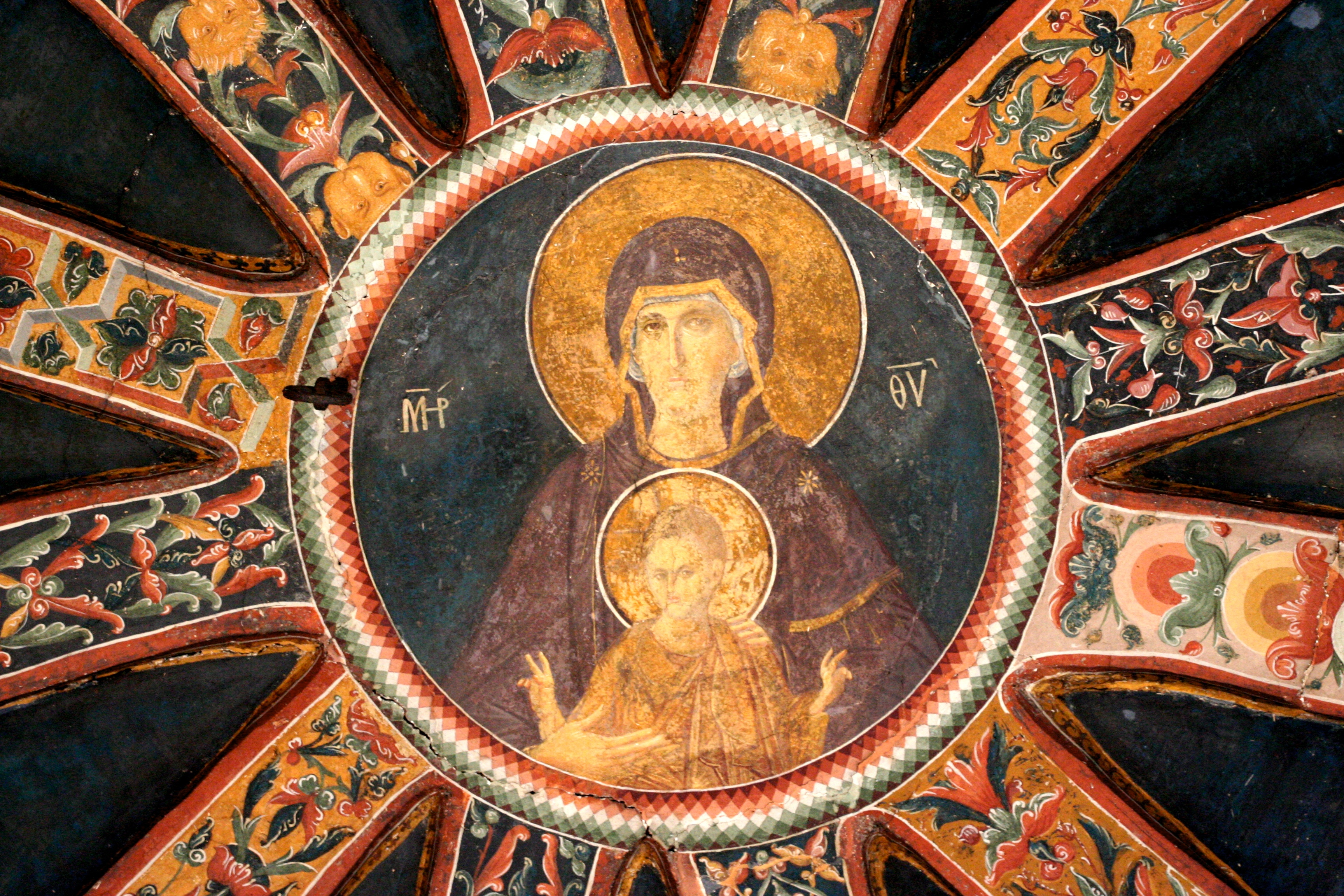
Jungfrau mit Kind, Detail aus der Kuppel des Parekklesion
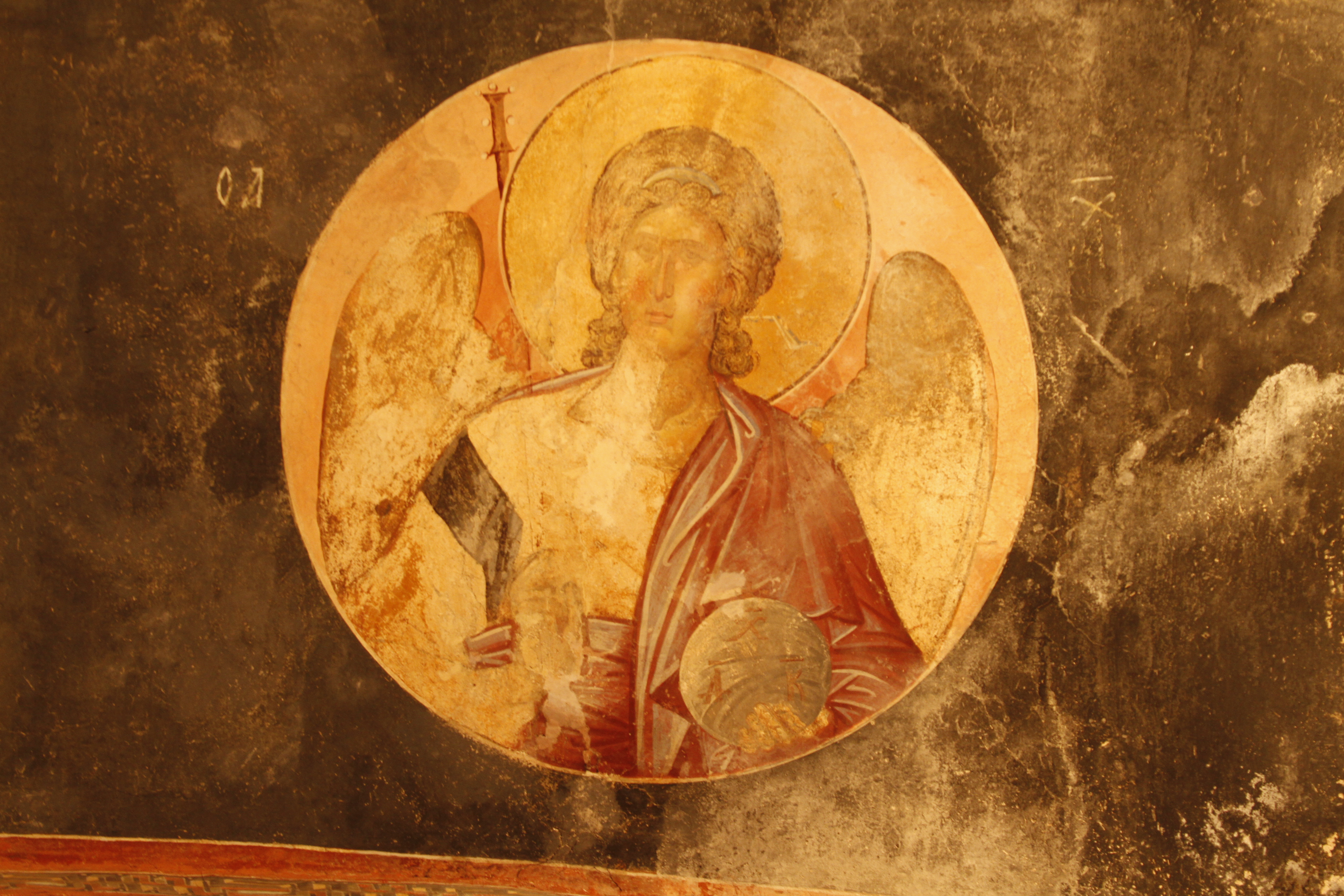
Erzengel Michael
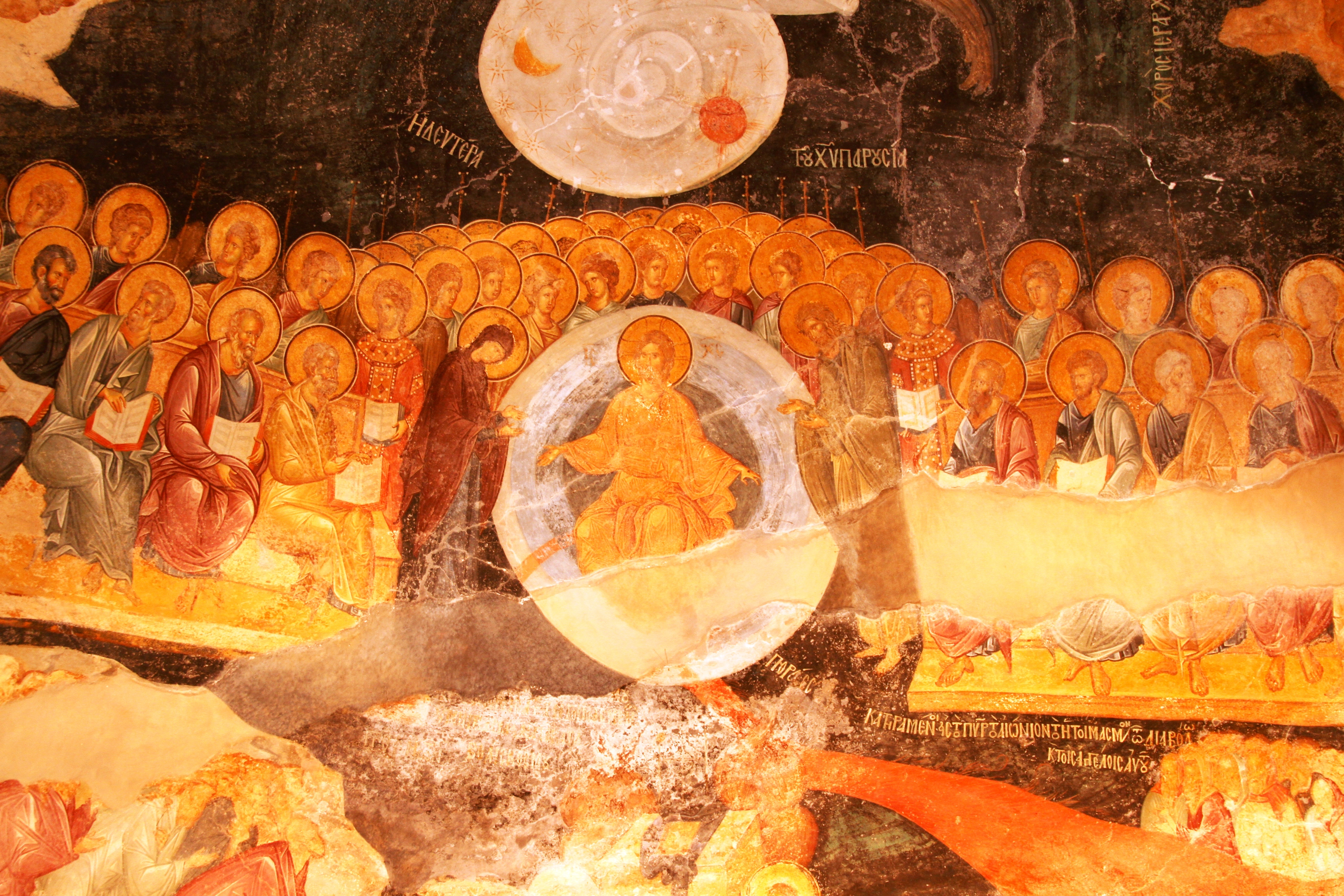
Das Jüngste Gericht
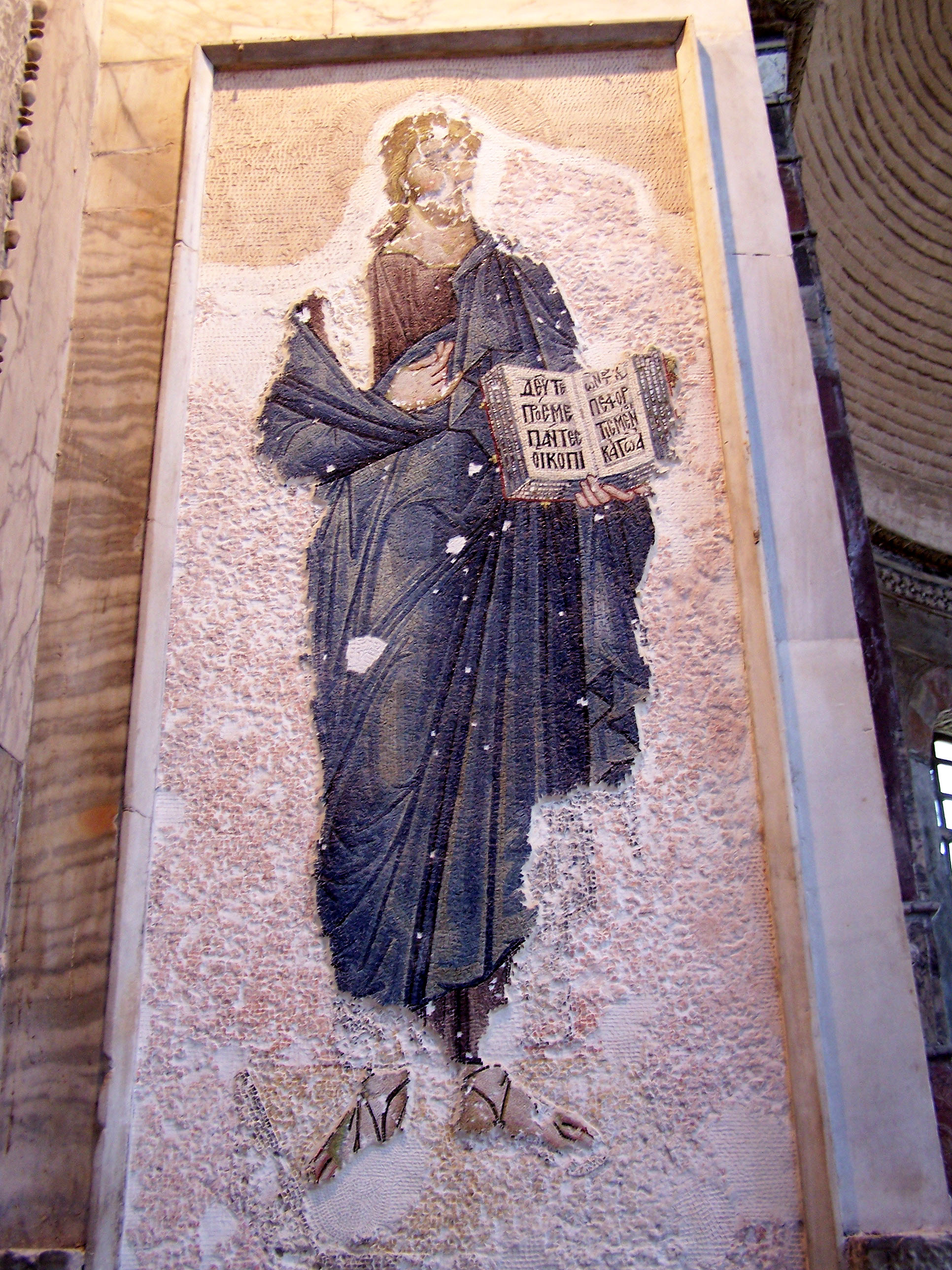
Christus-Fresko
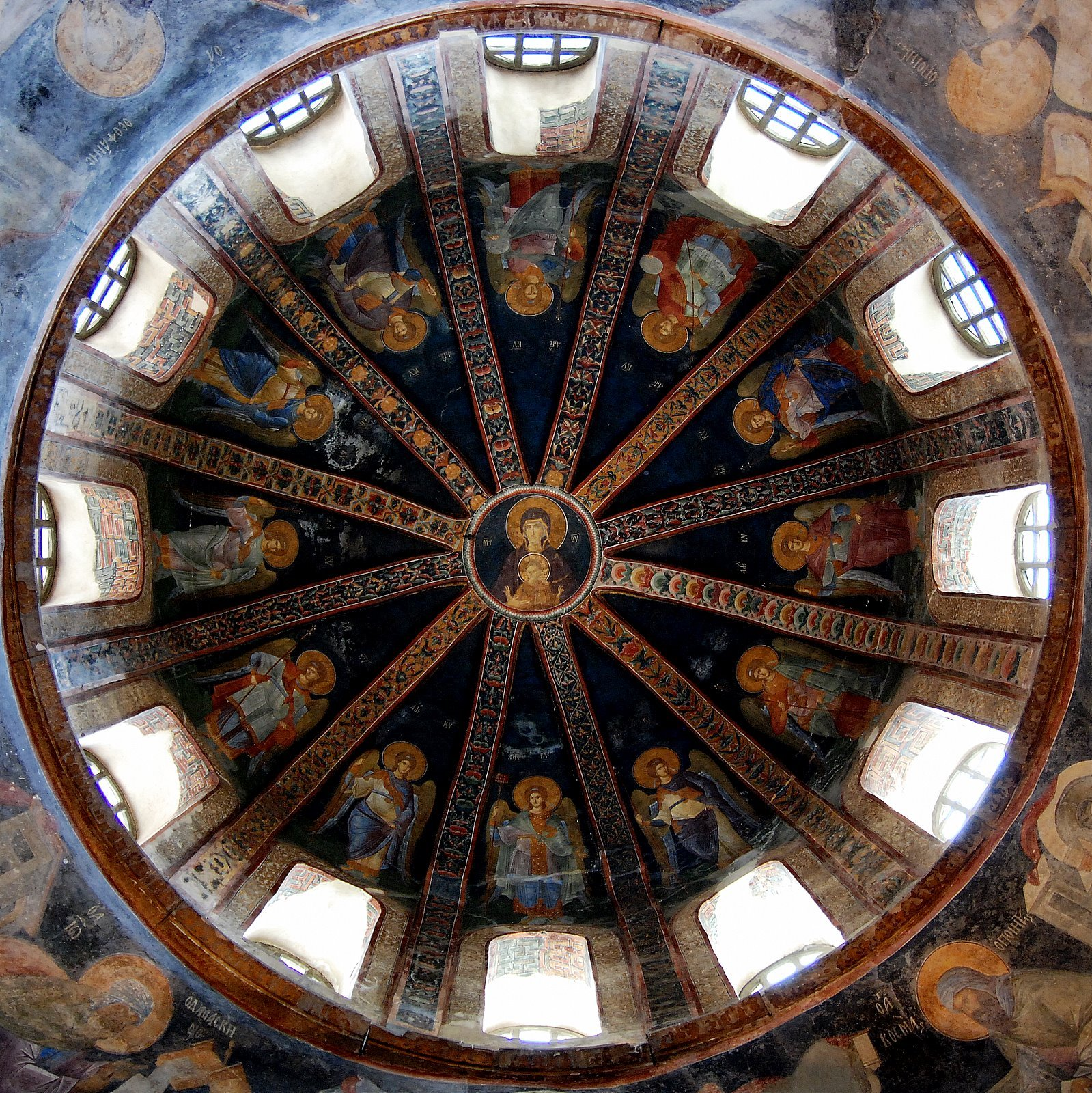
Bemalte Kuppel des Parekklesion, im Zentrum die Jungfrau mit Kind
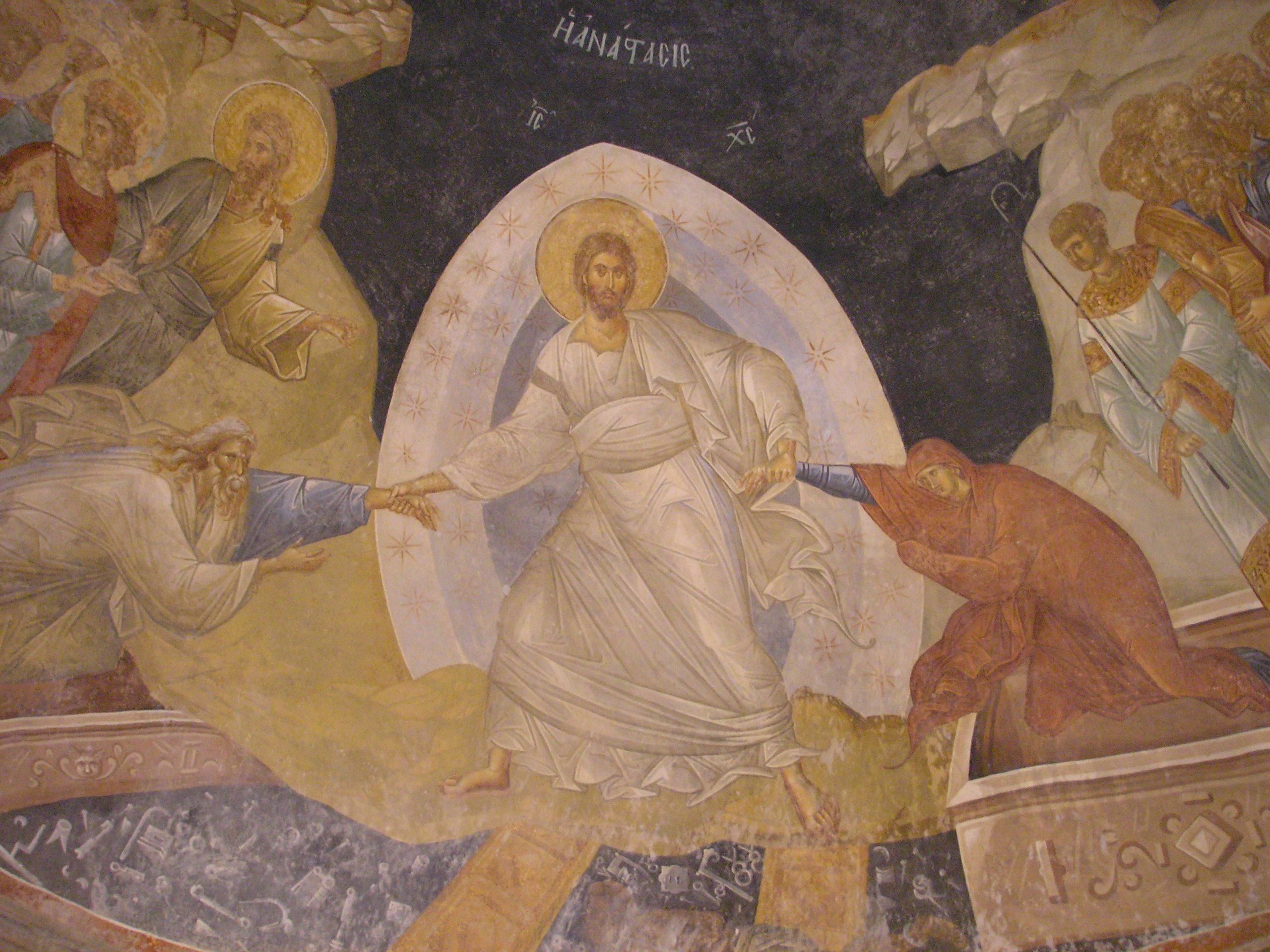
Fresko der Anastasis

### Das Grab des Theodoros Metochites
Eine aufwändig gemeißelte und verzierte Archivolte ziert das Grab am nördlichen Ende der Kapelle. Die Namensinschrift ist verloren, dennoch gilt als sicher, dass es sich hier um das Grab des Stifters der Kirche, Theodoros Metochites, handelt. Er war eine der bedeutendsten Persönlichkeiten seiner Zeit, ein typischer Vertreter der palaiologischen Renaissance: Er war Diplomat, hoher Regierungsbeamter, Theologe, Philosoph, Historiker, Astronom, Dichter und Kunstmäzen. Er gilt als einer der Initiatoren der palaiologischen Renaissance. Nach dem Staatsstreich durch Andronikos III. (1328–1341) fielen Metochites und die anderen Führer des alten Regimes in Ungnade. Sie verloren ihren Besitz und wurden ins Exil geschickt. Erst kurz vor dem Ende seines Lebens durfte Metochites in die Stadt zurückkehren und zog sich in das Chora-Kloster zurück, wo er am 13. Mai 1331 starb.